# Robert Proust
Pour les articles homonymes, voir Proust (homonymie).
Robert Émile Sigismond Léon Proust, né le 24 mai 1873 à Paris, ville où il est mort le 29 mai 1935, est un chirurgien français. Fils de Jeanne Weil et du Pr Adrien Proust, il est le frère cadet de Marcel Proust.

## Biographie
Robert Proust naît le 24 mai 1873 dans le 16e arrondissement de Paris. Il est le fils de Jeanne Clémence Weil (Paris, 1849–Paris, 1905), elle-même fille de Nathé Weil (Paris, 1814–Paris, 1896), un agent de change d'origine juive alsacienne et lorraine de Metz et d'Adèle Berncastel (Paris, 1824–Paris, 1890). Son père, le Dr Adrien Proust (Illiers, 1834–Paris, 1903), fils de François Proust (1800/1801–Illiers, 1855) un commerçant prospère d'Illiers (en Eure-et-Loir) et de Virginie née Catherine Virginie Torcheux (Cernay, 1809–Illiers, 1889), est professeur à la Faculté de médecine de Paris après avoir commencé ses études au séminaire et un grand hygiéniste, conseiller du gouvernement pour la lutte contre les épidémies. Son frère aîné est Marcel Proust (Paris, 1871–Paris, 1922) qui connaîtra une renommée littéraire internationale.
Élève au lycée Condorcet, comme son frère aîné, Robert Proust obtient son baccalauréat grâce aux leçons de Léon Brunschvicg. Il s'inscrit ensuite à la faculté de médecine de Paris. Obtenant sa licence en 1893, il devient interne des hôpitaux à l'âge de vingt ans.
Il s'initie à la chirurgie sous la direction du professeur Félix Guyon. En 1901, il procède avec Joaquín Albarrán à la première ablation de la prostate par voie périnéale en France. Trois ans plus tard, il réussit son agrégation, puis, pendant les dix années suivantes, il est l'assistant du professeur Samuel Pozzi à l'hôpital Broca.
Durant la Première guerre mondiale, Robert Proust se trouve mêlé à l'Affaire du 15e Corps : alors qu'Auguste Odde et Josephe Tomasini, deux hommes du 15e corps d'armée ont déjà été fusillés sur la base, entre autres, d'accusation d'automutilation, il soigne d'autres condamnés et découvre des traces d'armement allemand dans leurs blessures, contribuant ainsi à mettre en cause la probité du tribunal militaire et à réhabiliter l'ensemble des condamnés.
En 1919, il dirige un service de chirurgie à l'Hôpital Tenon et utilise l'association radiochirurgicale avec Lucien Mallet pour le traitement de certaines tumeurs cancéreuses.
À la mort de Marcel Proust, en 1922, Robert Proust prend en charge la publication des volumes de La Recherche qui n'étaient pas encore parus et dont il établira le texte à partir des dactylographies et des cahiers laissés par son frère (avec l'aide de Jacques Rivière et de Jean Paulhan). En 1923, il publie La Prisonnière, en 1925, Albertine disparue et en 1927, Le Temps retrouvé. Entre 1930 et 1935, il publie les cinq premiers volumes de la Correspondance générale de Marcel Proust.
Robert Proust a épousé Marthe Dubois-Amiot (1878–1953). Ils n'ont eu qu'un enfant : Adrienne, dite « Suzy » (1903–1986), qui a épousé Gérard Mante (1891–1947), fils de Louis Mante et de Juliette Rostand (sœur d'Edmond Rostand). Le couple a trois enfants : Patrice (père de Patricia Mante-Proust, née en 1975, coauteur avec Mireille Naturel de Marcel Proust, L'Arche et la Colombe, Michel Lafon, 2012), Dominique, mariée à François de Puységur, et Marie-Claude, qui a épousé Claude Mauriac.
Robert Proust meurt le 29 mai 1935 en son domicile dans le 8e arrondissement de Paris. Ses obsèques sont célébrées dans l'Église Saint-Philippe-du-Roule et il est inhumé au Cimetière du Père-Lachaise (85e division), dans la même sépulture de famille que son frère Marcel.

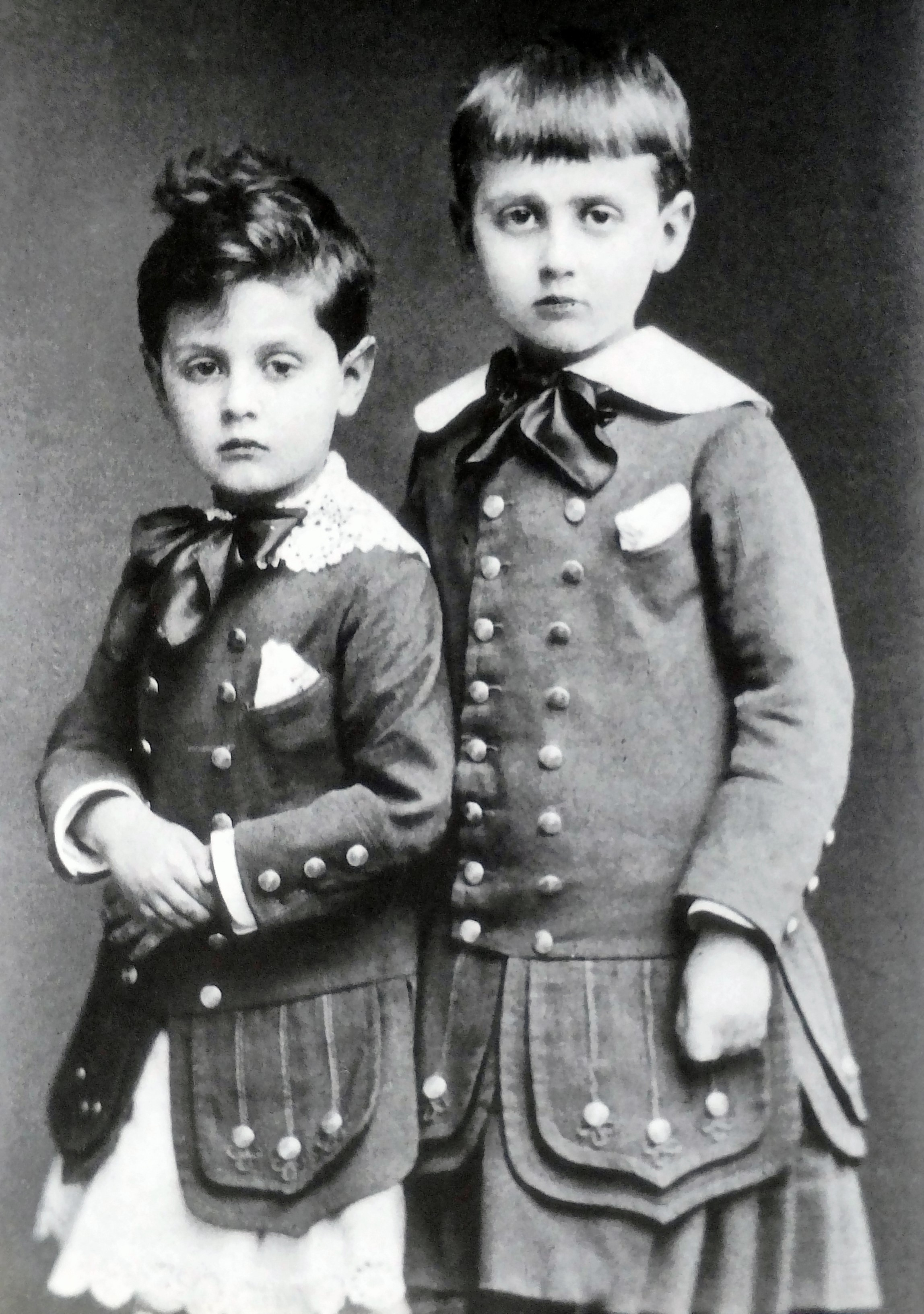
Robert et Marcel Proust, 1877
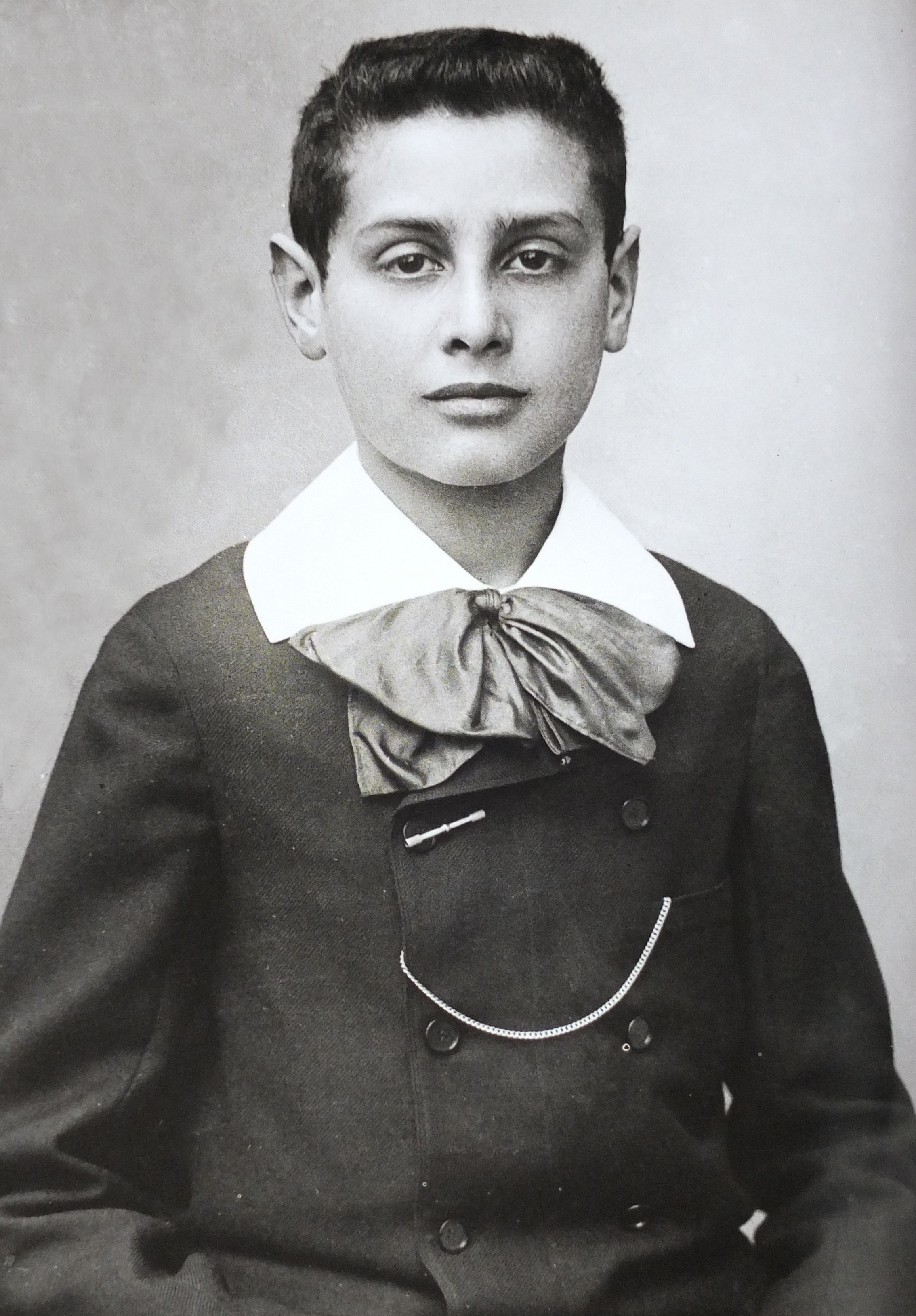
Le jeune Robert Proust en 1887, photographie des ateliers Paul Nadar.
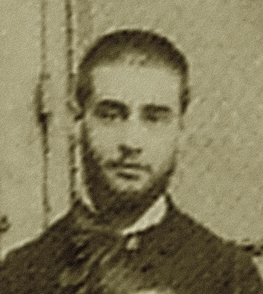
Robert en 1890
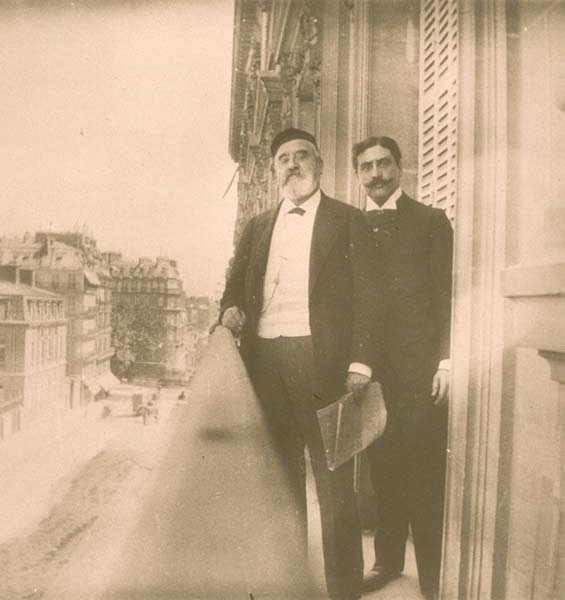
Adrien et Robert Proust au balcon de la rue de Courcelles, v. 1900
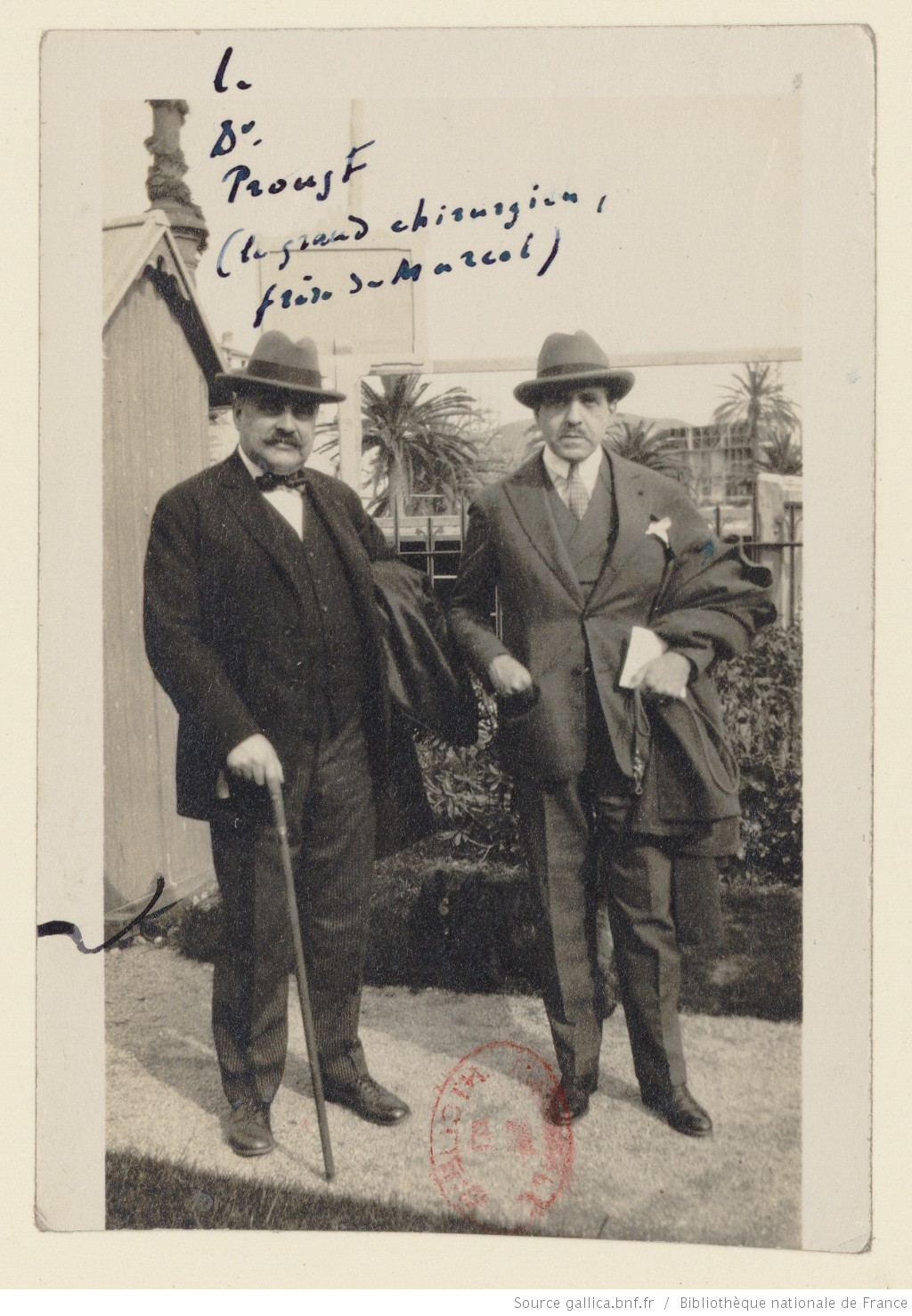
Reynaldo Hahn avec le Dr Robert Proust en 1930.
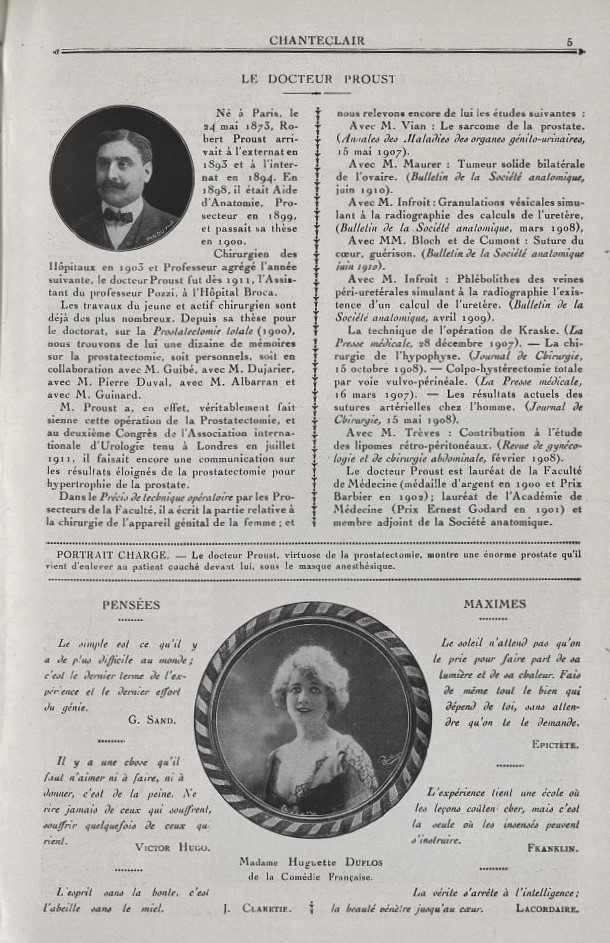
Docteur Proust Chanteclair, 1922.
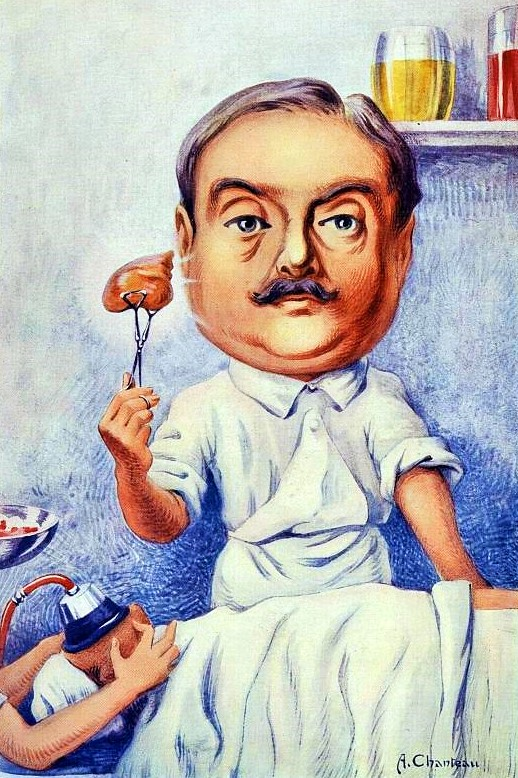
Dr Robert Proust, caricature par A. Chanteau, Chanteclair 1922.
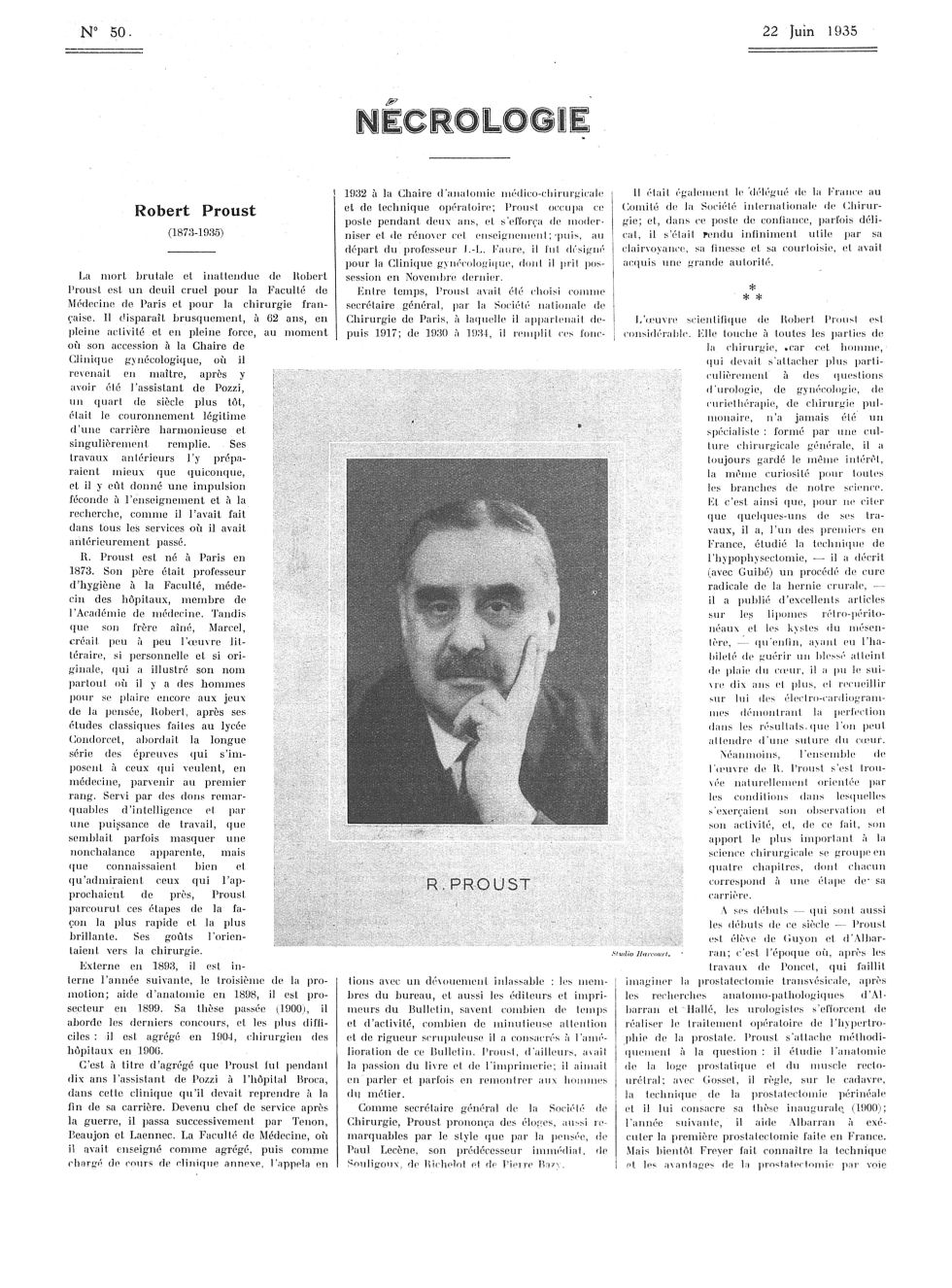
« Nécrologie », La Presse médicale, 1935.

## Distinctions
- Officier de la Légion d'honneur (2 octobre 1920)[9]

## Œuvres et publications
Il est le fondateur du Journal de chirurgie avec Cunéot, Antonin Gosset, Paul Lecène et Charles Lenormant.
- De la prostatectomie périnéale totale, [Thèse de Médecine, tome 41, n ° 213, Paris, 1899-1900], Paris, 1900.
- Technique de la prostatectomie périnéale, [Communication faite à la cinquième session de l'Association française d'urologie, 1901], impr. de Daix frères (Clermont (Oise)), 1902, in-8° , 24 p., fig., lire en ligne sur Gallica.
- Manuel de la prostatectomie périnéale pour hypertrophie, C. Naud (Paris), 1903, 1 vol. (190 p.) : ill. ; in-8.
- Chirurgie de l'appareil génital de la femme, Masson (Paris), 1904, in-8° , XIX-244 p., fig. [plusieurs éditions entre 1913 et 1936].
- « Le signe du Douglas dans les ruptures de grossesse tubaire », in Paris médical : la semaine du clinicien, 1920, n° 37, p. 113-115, Texte intégral.
- Curiethérapie et radiothérapie chirurgicales, [conférences de 1924].

En collaboration
- avec Claude Béclère, (1897-1971), De l'intérêt de l'examen radiologique après injection de lipiodol dans le diagnostic des métrorragies, Masson (Paris), 1927, in-8° , 6 p., fig. [extrait de Gynécologie et obstétrique, T. 16, n° 5, novembre 1927].
- avec Lucien Mallet, Conditions rationnelles d'irradiations curiethérapiques de l'utérus et des ligaments larges.

## Éponymie
- Signe de Proust[10] : « dépressibilité du cul-de-sac de Douglas, douloureux et tendu, en cas de rupture de grossesse extra-utérine. »